# Jullienipora calypsoides
Jullienipora calypsoides is een mosdiertjessoort uit de familie van de Stomatoporidae. De wetenschappelijke naam van de soort is, als Stomatopora calypsoides, voor het eerst geldig gepubliceerd in 1882 door Jullien.